# Nordgeting
Nordgeting (Dolichovespula norwegica) är en getingart som först beskrevs av Johan Christian Fabricius 1781.  Nordgetingen ingår i släktet långkindade getingar och familjen getingar. Inga underarter finns listade i Catalogue of Life.

## Utseende
En liten geting med en kroppslängd mellan 15 och 18 mm för drottningen, 11 till 14 mm för arbetarna och 13 till 15 mm för hanarna. Grundfärgen är svart med gula tecken i ansiktet och, i form av tvärband, på bakkroppen. Mellankroppen är svart med ett enda gult, på mitten avsmalnande, tvärband i bakänden.

## Ekologi
Arten är vanlig i många habitat, som hedar, ängar och häckar. 
De gamla drottningarna flyger efter föda mellan mitten av april och början av juni, arbetarna mellan juli och mitten av oktober, och de nya könsdjuren (drottningar och hanar) mellan september och oktober. Könsdjuren parar sig utanför boet, och drottningarna äter därefter upp sig på nektar innan de letar upp något lämpligt övervintringsställe.

### Bo
Den övervintrande drottningen bygger ett bo av papper, främst i buskar, gärna på låg höjd. Det förekommer också att det förläggs till trädgrenar och husväggar samt, sällsynt, i underjordiska håligheter. Kolonin är liten, och blir aldrig större än ett par hundra individer.

### Föda
De vuxna djuren hämtar näring från flera olika blommande växter: Flockblommiga växter som strätta och björnloka, dunörtsväxter som mjölke, kaprifolväxter som snöbärssläktet, ljungväxter som blåbärssläktet samt flenörtsväxter som flenörtssläktet. Unga drottningar kan på våren besöka berberisväxter som berberis och rosväxter som oxbärssläktet. Larverna matas framför allt med söndertuggade tvåvingar, men även andra insekter och spindeldjur används.

## Utbredning
Utbredningsområdet omfattar i Nordamerika Alaska och något fynd i norra Kanada. I Europa och Asien är arten vanlig i de norra delarna norrut till 70°N, från Irland och Storbritannien, där den förekommer norrut till Orkney och Shetland och österut till Magadan oblast i nordöstligaste Ryssland. I Sydeuropa förekommer den framför allt i bergstrakter. I Sverige finns den i hela landet; i Finland främst i den västra delen.